# Sternarchorhynchus mormyrus
Sternarchorhynchus mormyrus är en fiskart som först beskrevs av Steindachner, 1868.  Sternarchorhynchus mormyrus ingår i släktet Sternarchorhynchus och familjen Apteronotidae. IUCN kategoriserar arten globalt som livskraftig. Inga underarter finns listade i Catalogue of Life.